# 新井信之
新井 信之（あらい のぶゆき、1916年（大正5年） - 1944年（昭和19年）5月4日）は、国文学者。栃木県生まれ。池田亀鑑、横山重に師事し、中古文学、特に『竹取物語』の本文研究の礎を築いた。

## 略歴
- 1936年（昭和11年） - 旧制静岡高等学校卒業[1]。
- 1939年（昭和14年） - 東京帝国大学文学部国文科卒業。卒業論文「竹取物語の研究」。
- 1940年（昭和15年） - 東京都立第三高等女学校教諭[1]。並行して、池田亀鑑助教授『古典の批判的処置に関する研究』（岩波書店　昭和16年２月刊）の協力者として、松村誠一､萩谷朴、木田園子とともに従事[2]。
- 1944年（昭和19年） - 病没。

## 著書
- 『竹取物語の研究 本文篇』国書出版、1944年9月。
  - 『竹取物語の研究 本文篇』神野藤昭夫監修（複製版）、クレス出版〈物語文学研究叢書 第1巻〉、1999年4月。

## 竹取物語の研究

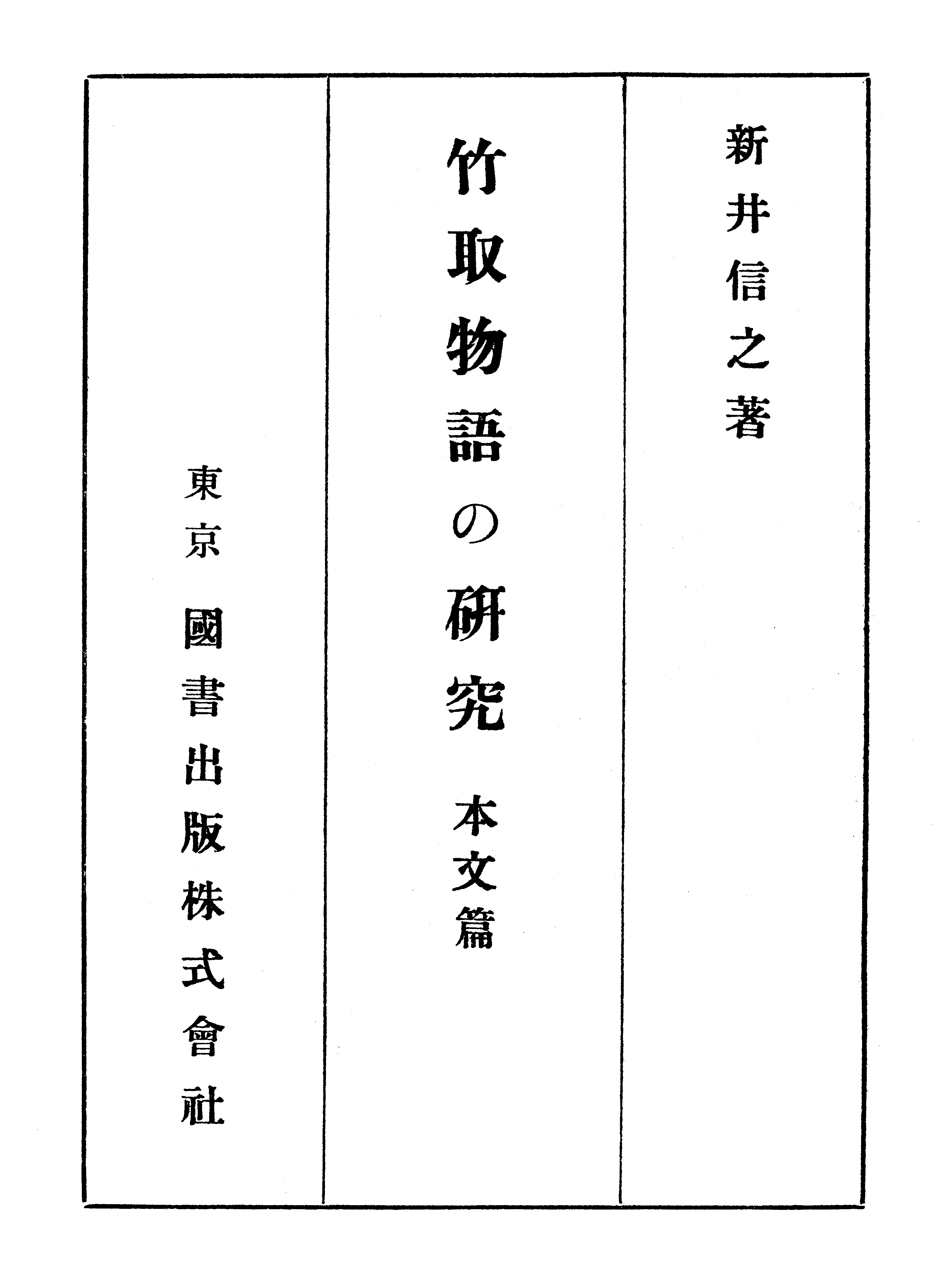
『竹取物語の研究 本文篇』

新井は昭和13年(1938年)、東京帝国大学文学部国文科在学時に、卒業論文として竹取物語の本文研究を行うことを決意する。池田亀鑑や反町茂雄の協力のもと調査・研究を行い、翌14年(1939年)に卒業論文「竹取物語の研究」を提出。その翌15年(1940年)に国文学者・横山重と知り合う。横山や同じく国文学者である太田武夫、実業家で蔵書家でもあった戸川浜男らの協力を得て、全国に散在する竹取物語の諸本を調査し、勤務の傍ら、昭和17年(1942年)秋から調査資料の整理、および新井が重要だと判断した七本の翻刻を開始した。しかし翌18年(1943年)6月、新井は突如病に倒れ、慶應義塾大学病院に入院する。病床の新井は死に直面して無気力状態にあり、横山が成果を刊行するよう要請しても当初乗り気でなかったが、再三の要請に刊行を決意し、横山と太田に一切を依頼した。横山は、横山らが校正作業、太田が解題執筆にあたることで、新井自身は後記を書くことのみに専念できるように計らった。また、この過程で更に新出の三本の本文が加わる。昭和19年(1944年)4月3日に書かれた後記の中で、新井は「衷心忸怩たるものがある」と自身の無力を嘆いている。時は太平洋戦争の末期、確保した印刷用紙が盗難に遭うなどの紆余曲折を経ながら、横山ら関係者は刊行のために奔走するも、後記執筆の翌月5月4日、新井はついに刊行を見ることなく病没した。こうして完成した『竹取物語の研究 本文篇』は、4ヶ月後の同9月に刊行された。協力者との伝言役であった新井の妹の光子は、協力者の一人で池田亀鑑同門の国文学者・中田剛直と結婚し、中田が竹取物語の研究資料を継承、昭和40年(1965年)に『竹取物語の研究 校異篇・解説篇』として結実した。また、山田忠雄の著作である『竹取物語総索引』も、新井が研究の一環に作成した資料が基になったものであり、本来は新井・山田の共編として『竹取物語の研究 索引篇』となる予定であったことが「序」に記されている。

### 新井本の発見

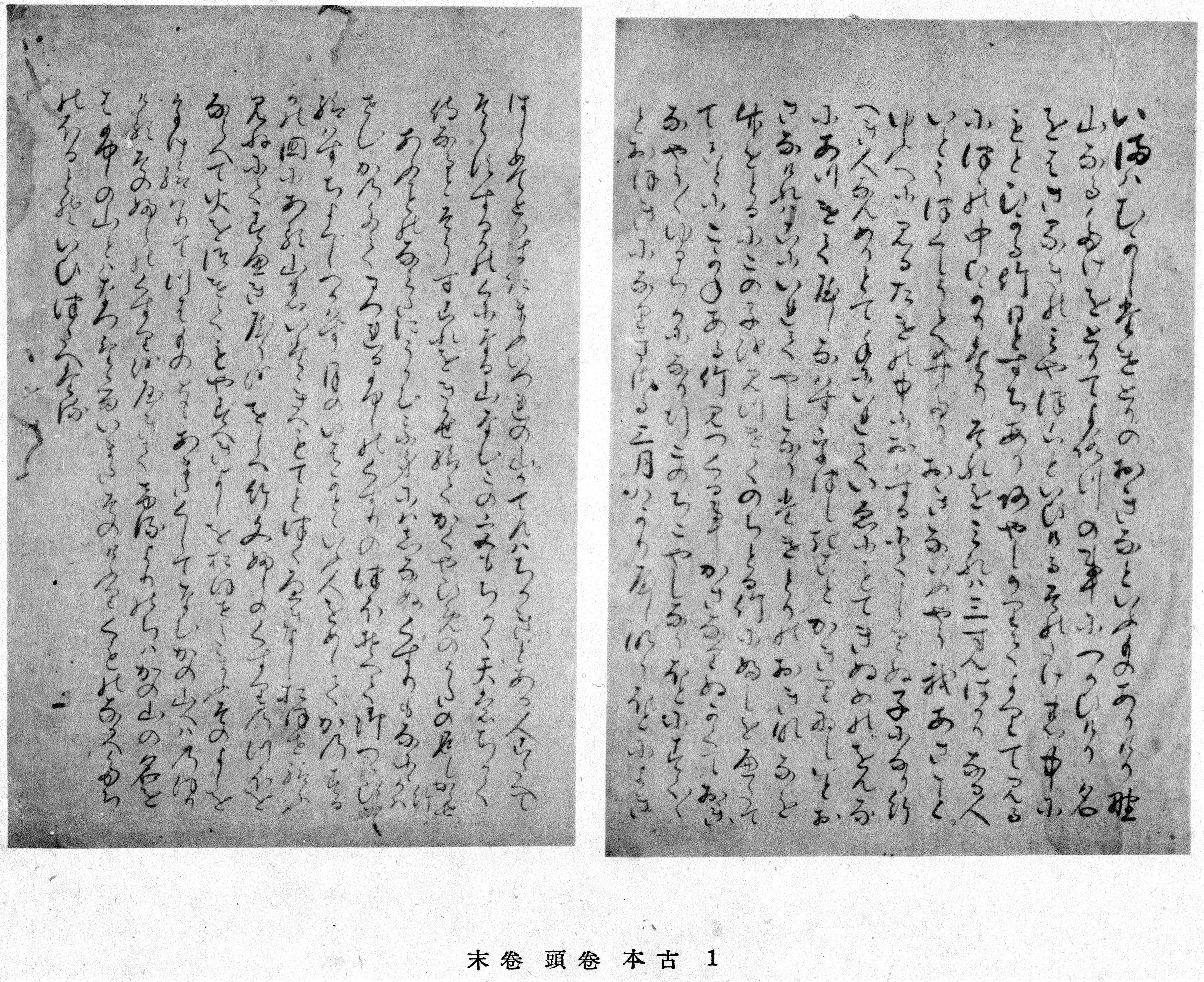
新井本（巻頭・巻末）、『本文篇』掲載写真

横山は古典籍の蒐集家として有名であり、新井には資料提供者としても協力していた。横山は二種の古活字本竹取物語を所蔵しており、これを新井に提供したが、それだけでなく、古書店に手紙を出し、「「竹取」はどんな本でも、全部わたしへくれ」と依頼した。ある日、大阪の古書店の主人が横山の自宅を訪れ、金沢の旧家から買った本にあったという竹取物語の写本を持参した。江戸後期・文化十二年(1815年)写の粗末な写本であり、しかもやや高価であったが、横井はそれをいつものように新井に提供した。この写本こそが、一葉の伝後光厳院筆断簡（南北朝期・14世紀頃の写）、および江戸中期の宝永4年(1707年)に今井似閑が版本に校合した本文でのみ存在が確認されていた、古本系の本文を持つ写本だったのである。新井は「夢にまで熱望してゐた」写本の出現に「歓喜して、それからは殆ど夢中であつた」と記しており、新井からその価値を報告された横山は大変驚いたという。後にこの写本は新井本と名付けられ、新井信之(昭和19年/1944年)、南波浩(昭和35年/1960年)、中田剛直(昭和43年/1968年)によってそれぞれ独立した翻刻が刊行されている。なお現在に至るまで、他に古本系の写本は見つかっていない。